# Hesperocyparis benthamii
{{#ifeq:0|0|{{#if:Hesperocyparis benthamii|{{#if:|[[]}}|[[]]}}}}
Hesperocyparis benthamii — вид голонасінних рослин з родини кипарисових (Cupressaceae).

## Морфологічна характеристика
Дерево досягає 25–30 метрів у висоту. Крона пірамідальна. Кора товста, червонувато-коричнева, з поздовжніми тріщинами. Пагони чотиригранні, повислі, не в одній площині. Листки блакитно-зелені, чотирирядні, яйцеподібні, щільно притиснуті, зазвичай з довгою загостреною верхівкою. Шишки кулясті, ≈ 12 мм у поперечнику, синьо-зелені в юнацькій стадії, стають темно-коричневими під час дозрівання, вони розкриваються і пізніше опадають. Насіння ≈ 75 на шишку, коричневе, зі смоляними залозками, ≈ 4 мм завдовжки разом з вузьким крилом.
Найпростіший спосіб відрізнити Cupressus benthamii від C. lusitanica полягає в тому, що в останнього виду листя розташоване неправильно (на відміну від сплощених у C. benthamii), а крона, хоча часто пірамідальна в обох видів, ширша (в порівнянні з вужчою у C. benthamii).

## Поширення
Рідним ареалом цього виду є Мексика (від Ідальго до Чіапас).
Зустрічається у вологих лісах на висоті 1500–3990 метрів. Загалом він симпатричний Cupressus lusitanica, але має більш обмежене поширення.